# Marguerite Monnotová
Marguerite Monnotová (28. května 1903 Decize – 12. října 1961 Paříž) byla francouzská hudební skladatelka.
Její otec Marius Monnot byl klavírista a varhaník, pod jeho vedením se začala věnovat hudbě již v batolecím věku a ve čtyřech letech měla první koncert. Když jí bylo dvanáct let, označil ji Camille Saint-Saëns za nejlepší pianistku na světě. Vystudovala Conservatoire national supérieur de musique et de danse de Paris, kde ji učila Nadia Boulangerová. Psychické potíže však předčasně ukončily její koncertní kariéru a od klasiky se obrátila k populární hudbě. V roce 1931 složila svůj první hit „Ah! Les mots d'amour!“ na slova Tristana Bernarda.
V roce 1936 získala za píseň „L'étranger“ cenu Grand Prix du disque. Spolupracovala se zpěvačkami Jane Marnyovou, Marie Dubasovou a Lucienne Boyerovou, od roku 1936 komponovala především pro Édith Piaf. Jejich největším hitem se stal „Milord“ (slova Georges Moustaki), společně vytvořily šansony „Hymne à l'amour“, „Chanson bleue“, „L'Homme des bars“, „La P'tite Marie“, „La Valse de l'amour“. Byly první ženskou autorskou dvojicí ve francouzské hudbě. Monnotová pracovala i s dalšími textaři, kterými byli Henri Contet, Marcel Achard nebo Michelle Senlis.
S Alexandre Breffortem napsala muzikál Sladká Irma, který v roce 1963 zfilmoval Billy Wilder. Komponovala také hudbu pro filmy, např. Macadam, Neuf Garçons, un cœur nebo Le Désert de Pigalle.
Jejím manželem byl od roku 1950 zpěvák Paul Peri. Koncem padesátých let ji nahradil jako dvorní skladatel Édith Piaf Charles Dumont, což těžce nesla a propadla depresím. Zemřela předčasně na neléčený zánět slepého střeva.